# Политоним
Политоним (др.-греч. πολιτική «государственная деятельность» и όνυμα — имя, название), или политноним — название всех граждан какого-либо  государства, всего населения определенного административного региона, производное от названия государства или региона, например, нигерийцы, американцы, советский народ, россияне, татарстанцы, китайцы.
Политоним указывает на политическую принадлежность людей без учёта их этнической, социальной и любой иной идентичности. Например, под термином «бельгийский народ» имеют в виду всех граждан Бельгии, хотя он делится на две самостоятельные квазинациональные общности — валлонов и фламандцев - имеющих свои государствоподобные национальные территориальные единицы с собственной политической системой (включая политические партии), разные государственные языки и отдельные представительства в некоторых органах Евросоюза. То же самое на английском языке означает слово Russians, используемое не только для названия русских, но и всех граждан России (а ранее - СССР), хотя в России более ста этносов.

## Конвертация политонимов в этнонимы, соционимы и обратно
Примером конвертации политонима из этнонима может служить распространение этнонима «булгары» в начале II тыс. н. э. на население Поволжья, различное по этническому и языковому составу: 

Учитывая характер археологического материала, можно предположить, что содержание этнонима «булгар» к середине XI столетия утрачивает этническое содержание и становится политонимом, обозначая в целом людей, проживающих на территории Волжской Булгарии.— Руденко К. А. Волжская Булгария в XI — начале XIII в.: поселения и материальная культура. — Казань: РИЦ «Школа», 2007. — С. 108.
Как следует из летописных источников, государство восточных славян Русь получило своё название по варягам-руси. Древнерусские летописцы, самый ранний из которых монах начала XII века Нестор, просто отмечают, что «с тех варяг прозвалася Русская земля». По норманской теории происхождение политонима и этнонима «русь» возводится к древнеисландскому социониму Róþsmenn или Róþskarlar — «гребцы, мореходы» или к слову «руотси/роотси» у финнов и эстонцев, означающее на их языках Швецию, и которое, как утверждают некоторые лингвисты, должно было превратиться именно в «русь» при заимствовании этого слова в славянские языки.

В своё время подобным же образом возникший из скандинавского социального термина этноним русь, относившийся первоначально к осевшим на севере Восточной Европы варягам, стал названием государства Русь, в котором варяги-русы составляли господствующий слой княжеских дружинников. На этот слой опиралась власть киевского князя, о чём ясно сказано в «Повести временных лет». Имя русь постепенно вытеснило племенные названия восточных славян (25), а после распада Киевской Руси оно сохранилось за русскими, карпатскими украинцами — русинами и в названии страны Беларусь.— Бушаков В. А. Этноним «татар» во времени и пространстве. // Qasevet. — 1994. — № 1 (23). — С. 24—29.
Примером конвертации этнонима в политоним, далее в соционим, и обратно в этноним может служить история употребления слова «татары». После завоевания в XIII в. Поволжья монголами и образования Золотой Орды, привнесённый завоевателями этноним «татары» стал политонимом для полиэтничного населения вновь образованного в Поволжье государства, а также ханств, образовавшихся после развала Золотой Орды в XV в. После завоевания Поволжья в XVI в. Русским государством этот политоним становится соционимом.

Летописи наши смешивают не только Чуваш и Черемис, но иногда называют тех и других Татарами: так в грамоте 1669 года, данной на владенье разными угодьями Кинярской волости, Чуваши Козьмодемьянского и Чебоксарского уездов названы горными служилыми Татарами— Матеріалы для географіи и статистики Россіи, собранные офицерами Генеральнаго Штаба. Казанская губернія. Составилъ М. Лаптевъ. — С.-П., 1861 г. — С. 250.
.

Поскольку в Казанском ханстве почти все татары, за исключением духовенства и слуг, относились к служилым сословиям, и в Русском государстве служилых людей из нерусских народов Поволжья называли татарами.— Димитриев В. Д. Комментарии // Михайлов С. М. Собрание сочинений. — Чебоксары: Чуваш. кн. изд-во, 2004. — С. 481—482.
На рубеже XIX—XX веков данный соционим становится этнонимом одного из поволжских народов. Татарский просветитель Шигабутдин Марджани по этому поводу заявлял:

Некоторые (из наших соплеменников) считают пороком называться татарином, избегая этого имени, и заявляют, что мы не татары...! Если ты не татарин и не араб, не таджик, ногаец, и не китаец, русский, француз, прусак или немец, то кто же ты?— Юзеев А. Н. Шихаб ад-дин Марджани — мыслитель, религиозный реформатор, просветитель (к 180-летию со дня рождения). — Казань: Иман, 1997. — С. 33.